# آنتونلا کارتا
آنتونلا کارتا (انگلیسی: Antonella Carta؛ زادهٔ ۱ مارس ۱۹۶۷) بازیکن فوتبال اهل ایتالیا است.
وی همچنین در تیم ملی فوتبال زنان ایتالیا بازی کرده‌است.